# Marvin Bass
Marvin Bass (28 de agosto de 1919 - 3 de dezembro de 2010) foi um treinador de futebol americano norte-americano. Ele treinou a equipe do The College of William & Mary entre 1951 e 1952.